# 테크니컬 펠로
테크니컬 펠로(Technical fellow, 기술 특별 연구원)는 마이크로소프트가 개인에게 주는 명예이다. 이 명칭은 기술적 비전, 전문적 지식 그리고 세계적인 리더쉽 부문에서 널리 인정 받는 개인에게 수여된다. 이들은 고객, 회사 그리고 산업을 위한 기술 전략을 개발하고 추진하는 데에 능력을 발휘한다.  보관됨 2007-03-14 - 웨이백 머신
현재 18명의 테크니컬 펠로가 있다.

## 테크니컬 펠로 수여자
- Rakesh Agrawal
- Moshen Agsen
- Wael Bahaa-El-Din
- 데이비드 캠벨(David Campbell)
- Terry Crowley
- 데이비드 커틀러
- 도널드 F. 퍼거슨(Donald F. Ferguson)
- 게리 플레이크(Gary Flake)
- 짐 그레이(Jim Gray)
- 아네르스 하일스베르
- 버틀러 램프슨(Butler Lampson)
- 브래드 러버링(Brad Lovering)
- 수리 라만(Suri Raman)
- Darryl Rubin
- 마크 러시노비치
- Burton J. Smith
- Peter Spiro
- Chuck Thacker

## 같이 보기
- IBM에는 이와 비슷한 인정 프로그램으로 IBM 펠로가 있다.